# Batalla de Mendigorría
La batalla de Mendigorría fue una batalla que se libró el 15 de julio de 1835,  durante la primera guerra carlista. Tuvo lugar en los campos situados al sur de la localidad navarra de Mendigorría, cuya victoria fue para el bando liberal.

## Antecedentes
Al morir el general Tomás de Zumalacárregui (junio de 1835) a consecuencia de su herida recibida en el sitio de Bilbao, Carlos María Isidro de Borbón dio el mando del ejército carlista del norte al general Vicente González Moreno. El nuevo jefe, sin las dotes de su antecesor, tuvo que levantar el sitio, claudicando ante los liberales mandados por los generales Espartero y Latre. González Moreno fue acogido por los suyos fríamente. Tuvo que hacer méritos para granjearse su confianza absoluta. Por el lado isabelino o liberal, se nombró a su vez como nuevo jefe del ejército al general y exdiplomático Luis Fernández de Córdoba.
Una de las características principales del ejército carlista era que se trataba de ejércitos formados por batallones de cada una de las tres provincias vascas y de Navarra y dependían económicamente de las juntas de sus respectivas provincias. Estaban muy arraigados a su tierra, luchaban por su espacio vital y por sus fueros pero no deseaban hacerlo fuera de sus provincias. Tampoco aceptaban que batallones de otra provincia se mantuviesen mucho tiempo en su territorio.
Fracasado el intento de tomar Bilbao, tras la gran carga para la provincia de Vizcaya que supuso el mantenimiento durante tantas semanas de un ejército numeroso y deseando los batallones navarros, los más potentes del ejército, volver a su tierra, el mando carlista decidió trasladar la base del ejército a Estella, tomando hacia allí el camino desde Bilbao por la llanura alavesa. El general cristino a su vez, viendo libre de asedio a Bilbao, determinó dirigir su tropa a Vitoria para desde allí iniciar la reconquista del territorio ocupado durante la primavera por Zumalacárregui y que impedía la comunicación entre Vitoria y Pamplona por la Burunda y Vitoria y San Sebastián por el camino real Madrid-Irún. Por Orduña marchó a Vitoria, enterándose aquí de que los carlistas se encontraban en Estella. Desechó su plan primitivo, decidiendo dirigirse hacia esa comarca. Queriendo a todo trance evitar el camino más corto por la sierra de Andía y las Amescoas que tan funesto había resultado al ejército isabelino tres meses atrás, se vio obligado a dar un rodeo por Peñacerrada, Logroño, y cruzando el Ebro por el puente de Lodosa, por Sesma y Lerín hacia Estella. Pero cuando marchaba por el carasol de Montejurra, le notificaron que los carlistas habían abandonado esa localidad, atravesado el río Arga, ocupando Mendigorría. Habían, por lo tanto, penetrado en territorio hasta entonces nunca ocupado por los carlistas, exceptuando cortas expediciones realizadas por bandas sueltas para obtener dinero y alimentos en la orilla este del Arga. Esto hizo ver a Fernández de Córdoba que el mando carlista le esperaba, ofreciéndole medirse en una batalla. Se dispuso a aceptarla y desvió su marcha hacia el este, llegando el día 14 de julio a Larraga.

## Terreno
El río Arga viene desde el norte a Mendigorría, siguiendo hacia el sur, camino del Ebro. Esta localidad se alza en lo alto del penúltimo cerro de una cadena que por la orilla izquierda acompañan hasta aquí al Arga. Río abajo, en la orilla derecha y a ocho kilómetros de distancia se encuentra, también encaramado en un cerro, la localidad de Larraga. Al este de Mendigorría y de Larraga, equidistante de ambas localidades, se asienta Artajona, también encaramada en un cerro. En el triángulo formado entre estas tres localidades se extiende una llanura apenas ondulada. 
Entre Mendigorría y Larraga, a ambos lados del Arga se extiende una vega de unos quinientos metros de anchura. Al otro lado de la vega de la orilla derecha, los montes suben hacia la sierra mientras que tras la vega de la orilla izquierda, superado un desnivel de unos veinte metros, comienza la llanura. Al norte de Mendigorría se encuentra el puente romano de Puente la Reina sobre el Arga. La plaza estaba ocupada y fortificada por los cristinos. Un kilómetro al sur de Mendigorría hay un estrecho puente y otro, bastante más ancho, medio kilómetro al norte de Larraga. El río tiene una anchura entre los 50 y los 80 metros, teniendo orillas con muy poca pendiente.

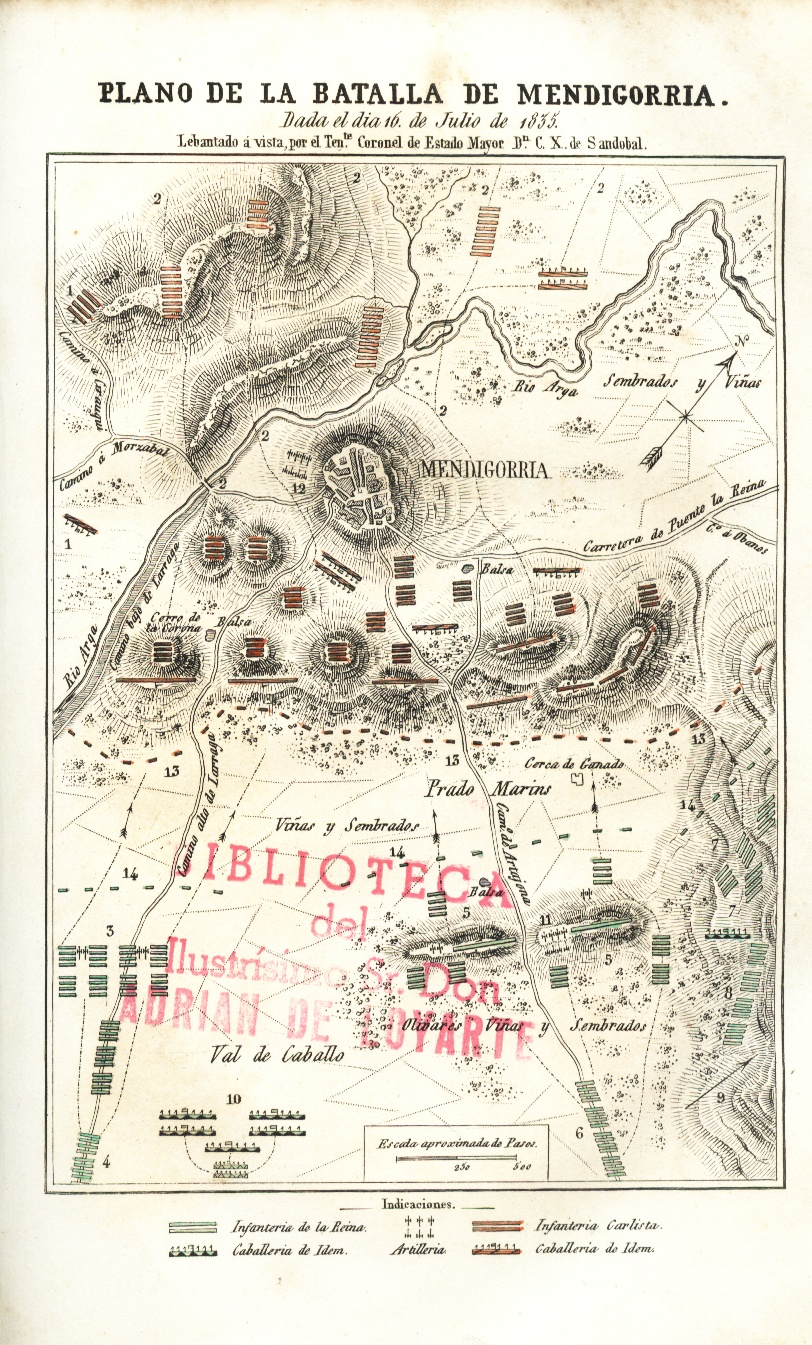
Plano topográfico de la batalla de Mendigorría

## Táctica carlista
El general carlista alojó a su propio rey en Mendigorría mientras duró la batalla. Fernández de Córdoba acudió con las divisiones de Espartero, Santiago y Froilán Méndez Vigo y Gurrea. Atacó a los carlistas, ocupándoles el cerro de la Corona y rechazó el ala izquierda de González Moreno. La lucha en el centro fue más tenaz, sin embargo los liberales lograron imponerse y los carlistas hubieron de replegarse. Las pérdidas fueron grandes por ambos lados. La retirada de los carlistas, la mayoría vadeando el río y los menos por el estrecho puente que les ponía en comunicación con Cirauqui, fue tumultuosa y el pretendiente carlista consiguió escapar debido a la defensa que del puente hicieron los batallones alaveses a las órdenes de Bruno Villarreal. 
El general Fernández de Córdoba, que por este hecho recibió el título de marqués de Mendigorría, pudo escribir a Madrid, al terminar la batalla, un párrafo donde se sintetizaba la importancia de lo ocurrido. "Hemos ganado ayer seis meses de vida; por este término respondo de contener al enemigo en sus antiguos límites". La retirada carlista dio un respiro a los cristinos. El marqués de las Amarillas escribió: 
«Restablecida la moral del Ejército con esta victoria, a que, con este objeto, se dio toda la importancia posible, pude ya obrar con más libertad, con respecto al sistema de guerra que debía seguirse, y en 23 de julio, dirigí al General en Jefe interino (...), una Real Orden prescribiéndole se abstuviese en lo sucesivo de atacar al enemigo en sus guaridas o posiciones de montaña, casi inexpugnables. Que se situase convenientemente en parajes abiertos, desde donde pudiera acudir al socorro de los puntos amenazados que mereciesen ser atendidos, y aprovechase todas las ocasiones de atacar a los facciosos en terrenos donde puedan obrar ventajosamente todas las armas y recobrar su superioridad, la superioridad de nuestra disciplina. Que haga más resistentes al cañón los puntos fuertes que se crea conveniente conservar; que se aproveche la primera ocasión para ver de recuperar a Salvatierra y fortificarla con cuidado. Que se destinara la Legión de Argel a la parte de Lumbier desde donde podría hacerla entrar en operación; y últimamente se le encargaba fortaleciese todo lo posible la disciplina, los hábitos del silencio en las marchas y combates, con otras prevenciones análogas para regenerar aquel Cuerpo de tropas, en su origen tan bello y disciplinado, pero que la mala dirección o descuido de los Generales en Jefe anteriores, había hecho decaer tanto».
Fernando Fernández de Córdova. Mis memorias íntimas. Madrid 1886-1889